# Bewegungsregelung
Bewegungsregelung, Bewegungssteuerung oder Englisch Motion Control bezeichnet die Regelung der Differentiale der Bewegung Lage/Winkel, Geschwindigkeit, Beschleunigung, Ruck und von Kombinationen daraus. Für die Regelung kommen Aktoren wie z. B. Hydraulikzylinder oder Elektromotoren zum Einsatz. Typische Anwendungen sind die Wegführung, Punkt-zu-Punkt-Positionsregelung und die Drehzahlregelung. Moderne, mechatronische Motion-Control-Systeme umfassen in Ergänzung zu elektromechanischen Bewegungssteuerungen auch Algorithmen in Software.

## Erklärung
Es gibt verschiedene Arten von Antrieben, darunter solche mechanischer Art. Antriebe kommen in Produktionsmaschinen und Maschinenanlagen zum Einsatz, zum Beispiel Bestückungsautomaten und Abfüllmaschinen. Im Rahmen der Bewegungssteuerung gibt es die Tendenz, dass hauptsächlich mechanische Antriebe, aber auch pneumatische und hydraulische Antriebe, zunehmend durch elektrische Antriebe ersetzt werden. Diese Entwicklung begründet sich damit, dass sich elektrische Antriebe besser regeln und positionieren lassen und dass die Komponenten mechanischer Antriebe von Verschleiß bedroht sind. Ein wesentlicher Vorteil elektrischer Antriebe besteht in diesem Zusammenhang in einer erhöhten Flexibilität: Mechanische Komponenten müssen nicht mehr zeitaufwändig umgebaut und eingestellt werden, sondern die elektronischen Antriebe, die per Software gesteuert werden, erhalten andere Anweisungen. Aufgaben wie etwa Gleichlauf von Achsen werden bei der moderneren mechatronischen Lösung durch die Antriebssoftware vorgegeben. Im Gegensatz zur früheren mechanischen Lösung werden bei der mechatronischen Bewegungssteuerung Servoantriebe verwendet. Im Rahmen des Gleichlaufs sind diese von einer virtuellen Hauptachse abhängig und nicht mehr, wie bei der mechanischen Lösung, von Königswellen.

## Varianten
Es werden drei Varianten von modernen Motion-Control-Systemen hinsichtlich des Ortes unterschieden, an dem die Software läuft:
1. Hardwarebasierte Variante: Die Software läuft auf einer Hardware, die separat von den Antrieben, Umrichtern und HMI-PCs untergebracht ist.
2. PC-basierte Variante: Die Software läuft auf dem PC, der die Benutzerschnittstelle beinhaltet.
3. Antriebsbasierte Variante: Die Software läuft im Umrichter der Antriebe.

## Beispiele
- SIMOTION von Siemens (beinhaltet Hardware und Software)
- CoDeSys SoftMotion von 3S-Smart Software Solutions (beinhaltet nur Software)